# Cafè Filosòfic

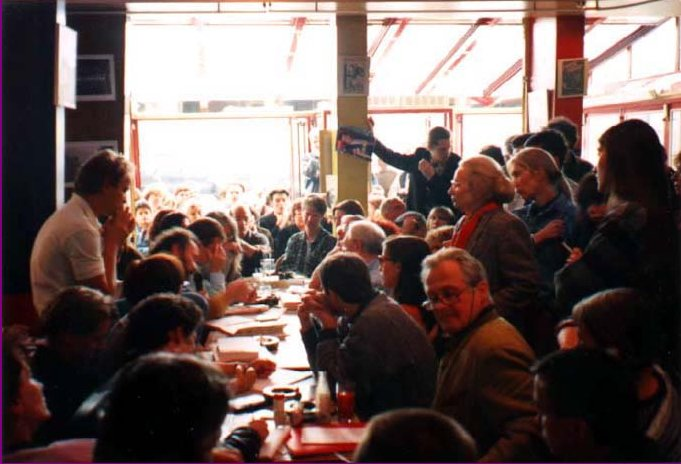
Marc Sautet al Cafe des Phares (París 1994)

Cafè filosòfic ("cafe-filo") és un fòrum de base per a la discussió filosòfica, fundat pel filòsof Marc Sautet (1947–1998) a París, França. Sautet va començar la idea dels cafès de filosofia al barri la Plaça de la Bastilla de París, al Cafè des Phares el 13 de desembre del 1992.